# Villa Lidköping BK

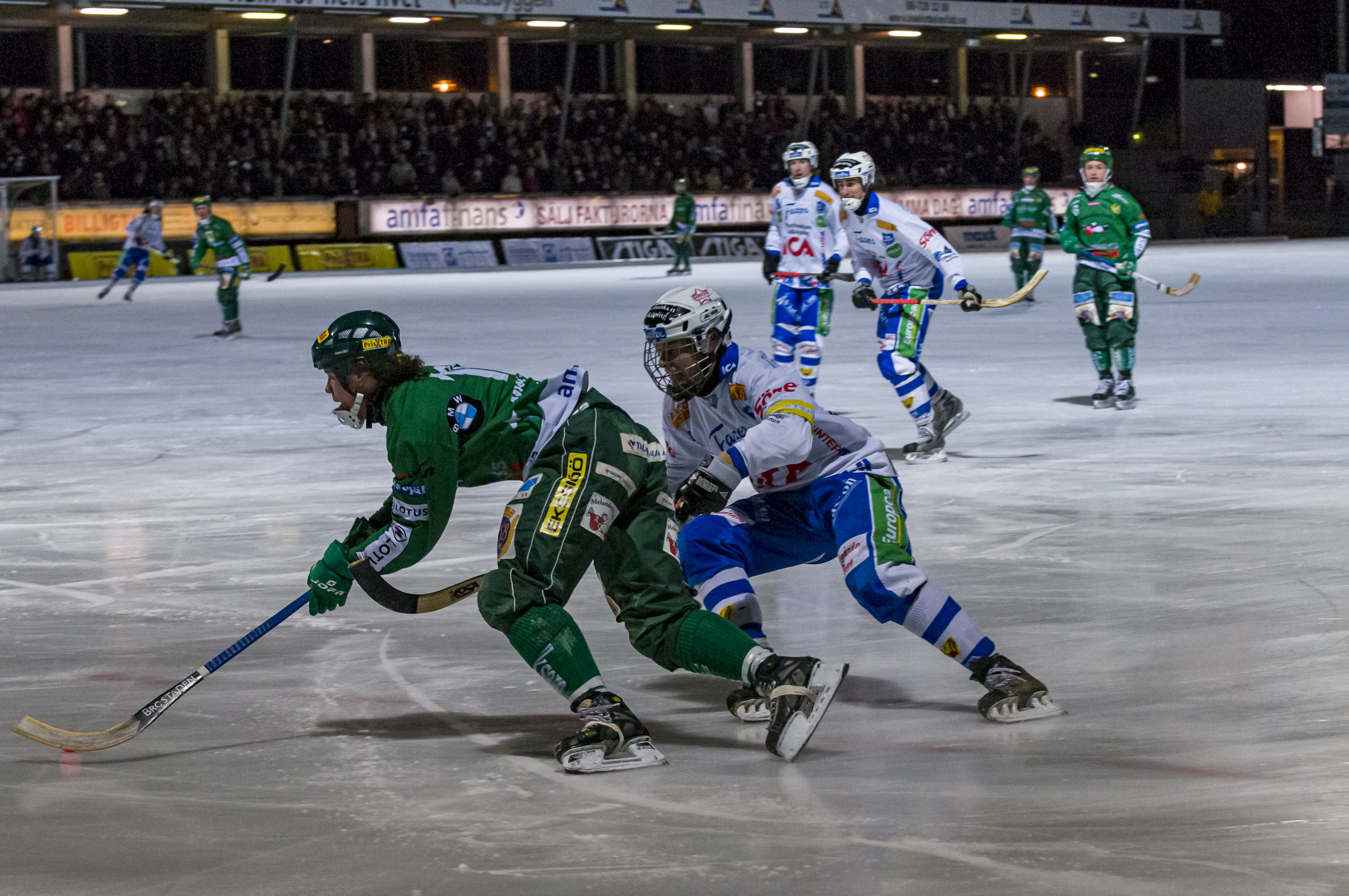
Spieler des Villa Lidköping BK in blau-weißen Trikots (2008)

Villa Lidköping BK ist ein Bandyverein aus Lidköping in Schweden. Der Verein wurde 1934 als Villa BK auf Lockörn, etwas außerhalb von Lidköping, gegründet. Der Name leitet sich vom in der Nähe liegenden Herrenhaus Villa Giacomina ab.
Der Verein hat bisher 40-mal in der höchsten schwedischen Spielklasse, der Bandyallsvenskan, gespielt und spielt dort seit 1968 ununterbrochen. In den Jahren 1975 und 1983 erreichte die Mannschaft das Finale um die schwedische Meisterschaft. Beide Spiele wurden verloren, doch gab es jeweils einen Zuschauerrekord. Das Heimatstadion ist Lidköpings Isstadion.
Im Oktober 2018 gewann der Klub erstmals den Bandy World Cup.

## Erfolge

### National
- Schwedische Meisterschaft[2]
  - Meister (1): 2019
  - Vizemeister (5):  1975, 1983, 2012, 2016, 2020

- Svenska Cupen
  - Pokalsieger (2): 2016, 2020
  - Finalist (1): 2008

### International
- World Cup:
  - Pokalsieger (1): 2018
  - Finalist (1): 2016